# Павуколов борнейський
Павуколов борнейський (Arachnothera everetti) — вид горобцеподібних птахів родини нектаркових (Nectariniidae). Ендемік Калімантану. Борнейський павуколов раніше вважався конспецифічним з сіроволим павуколовом. Вид названий на честь британського колоніального адміністратора і колекціонера Альфреда Харта Еверетта.

## Поширення і екологія
Борнейські пауколови поширені на півночі Калімантану. Вони живуть в гірських тропічних лісах. Зустрічаються на висоті понад 1300 м над рівнем моря.